# Vito Timmel

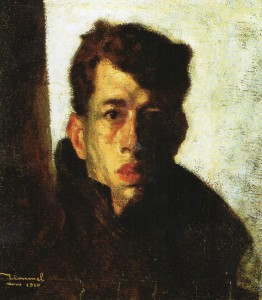
Selbstbildnis (1910)

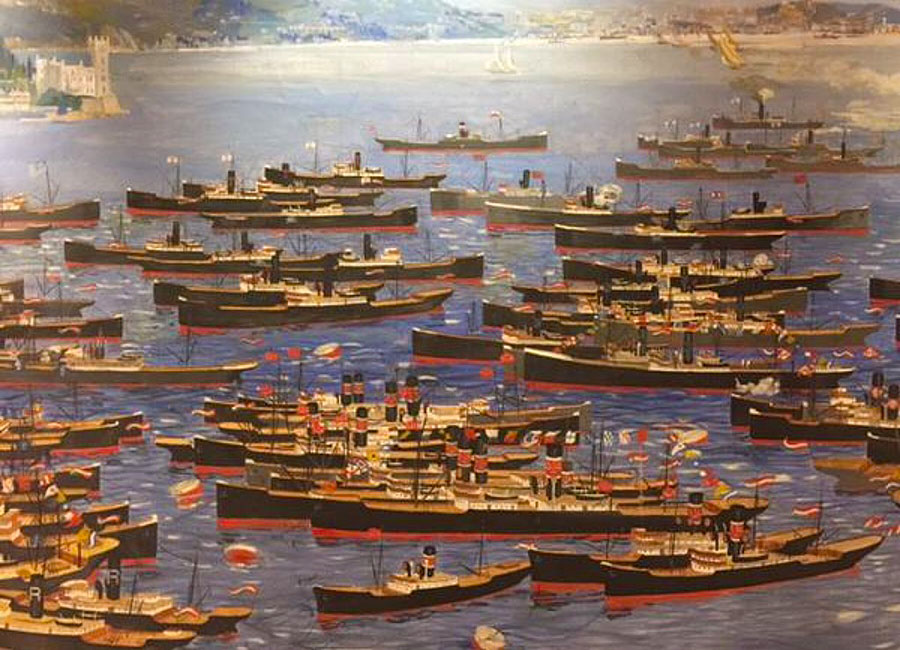
Hafen von Triest und Miramare

Vito Timmel (geboren als Viktor von Thümmel 19. Juli 1886 in Wien, Österreich-Ungarn; gestorben 1. Januar 1949 in Triest, Freies Territorium Triest) war ein italienischer Maler.

## Leben
Viktor von Thümmel war ein Sohn des Raphael von Thümmel, einem Nachfahren des Leipziger Schriftstellers Moritz August von Thümmel, und der Gräfin Adele Scodellari aus dem Friaul. Dank einer Erbschaft zog die Familie 1890 in das zu Österreich gehörende Triest, wo die Mutter an der Piazza della Borsa ein Modegeschäft gründete.
Thümmel besuchte ab 1901 die Staatliche Gewerbeschule (Scuola per Capi d’Arte) in Triest und erlernte die Grundlagen der Malerei unter anderem bei Eugenio Scomparini. 1905 ging er als Kunststudent an die Kunstgewerbeschule Wien und 1906 an die Kunstakademie Wien und kam dort mit den zeitgenössischen Strömungen in der Malerei, der Wiener Sezession und dem Symbolismus, in Kontakt. Im Jahr 1909 absolvierte er die obligatorische Grand Tour in die Städte Venedig, Florenz und Rom und kehrte danach nach Triest zurück. 1909/1910 absolvierte er den einjährigen Wehrdienst in der k.u.k. Armee.
Thümmel stellte 1910 in Arezzo und München aus und 1913 in Neapel.
Im August 1914 heiratete er Maria Ceresar, die bereits 1918 an Tuberkulose starb. Sie hatten einen 1915 geborenen Sohn. 1921 heiratete er Giulia Tomè.
Timmel betätigte sich als Maler, Grafiker, Zeichner und als Dekorationsmaler. Im Jahr 1913 staffierte er das Triestiner „Cinema Italia“ mit einer Serie von Bildern aus, die später in das Museo Revoltella di Trieste überführt wurden, und malte das Kino in der Schiffswerft in Monfalcone aus. Im Ersten Weltkrieg wurde er 1916 in das k.u.k. Infanterie Regiment „von Waldstätten“ Nr. 97 eingezogen und war in  Radkersburg stationiert. Fernab aller Fronten konnte er dort auch malen.
In den 1920er Jahren entfaltete er eine rege Maltätigkeit und stellte in Triest und in verschiedenen italienischen Städten aus. Er geriet dann auf Abwege, verließ seine Familie und installierte sich als Maler in Civitavecchia. Seine Freundin Anita Pittoni (1901–1982) holte ihn zurück nach Triest. In den 1930er Jahren verschlechterte sich sein psychischer Zustand. Timmel wurde ab 1946 in der Psychiatrie stationär behandelt. Er führte ein Tagebuch, aus dem 1973 Auszüge ediert wurden.
Von Timmels Erkrankung handelt das 2001 veröffentlichte Stück La mostra  von Claudio Magris. Es wurde 2006 von Antonio Calenda auf die Bühne gebracht, Roberto Herlitzka spielte in dem Jahr den Maler.

## Werke (Auswahl)
- Gastone Bonifacio: L’ imboscato : scene grottesche dei pomigadori dal 1914 al 1918. Illustrationen Vito Timmel. C. U. Trani, Trieste 1929.
- Anita Pittoni; Claudio Magris; Franca Ongaro; Franco Basaglia: Il magico taccuino : versione e coordinamento condotti sui manoscriti inediti originali. Lo Zibaldone, Triest 1973.